# Воронин, Михаил Андреевич
Михаил Андреевич Воронин (1907—1997) — советский конструктор вооружений, лауреат Сталинской премии (1946).

## Биография
Родился 11 ноября 1907 года в Саранске.
Окончил Саранский индустриальный техникум (1929) и Всесоюзный заочный машиностроительный институт (1952).
- 1930—1933 техник-конструктор на заводе № 45, в Управлении начальника службы инженеров-конструкторов (Севастополь), на заводе «Ленинская кузница» (Киев);
- 1933—1942 техник-конструктор на Уралмашзаводе;
- 1942—1958 техник-конструктор, старший инженер-конструктор, начальник сектора на заводе им. Сталина (Свердловск);
- 1958—1974 заместитель начальника, начальник конструкторского отдела Уралмашзавода.

Участвовал в разработке и внедрении в серийное производство полевых пушек Д-44, Д-44БМ и гаубиц Д-1; Д-20; Д-74; Д-30.
Умер 21 июня 1997 года в Екатеринбурге. Похоронен на Широкореченском кладбище.

## Звания и награды
Лауреат Сталинской премии (1946) — за разработку конструкции новой пушки. Награждён орденом Красной Звезды.